# ABC 80
L'ABC 80, da Advanced BASIC Computer for the 1980s, è un home computer progettato dalla azienda svedese Dataindustrier AB e prodotto dalla Luxor con sede a Motala in Svezia. Fu messo in commercio nell'agosto del 1978.

## Caratteristiche tecniche
L'ABC 80 era basato sul microprocessore Zilog Z80 operante alla frequenza di 3 MHz ed era dotato di 16 kB di memoria RAM, espandibile a 32 KB, e di 16 KB di memoria ROM. Come linguaggio di programmazione era presente un interprete BASIC.
Era dotato di un registratore a cassette per la memorizzazione di programmi e dati, ma poteva essere espanso aggiungendo sia un floppy disk drive che altre periferiche. Per la visualizzazione delle immagini era utilizzato un monitor CRT in bianco e nero, realizzato anch'esso da Luxor, capace di 40×24 caratteri.
I suoni erano prodotti tramite il chip SN76477 prodotto dalla Texas Instruments, e c'era anche la possibilità di connettere più computer tra di loro grazie ad una rete denominata ABC NET.
L'ABC 80 riscosse un buon successo: nei 2 anni in cui fu in commercio ne furono venduti più di 10.000 esemplari e, con il successore ABC 800, dominò per 6 anni il mercato svedese degli home computer. Entrambi i computer furono adottati anche nelle scuole per insegnare l'informatica agli studenti.
L'ABC 80 fu anche prodotto, come BRG ABC-80 su licenza dalla Budapesti Rádiótechnikai Gyár (BRG) in Ungheria. Aveva la stessa tastiera, ma il case era in metallo anziché in materiale plastico.